# Joyeuse (Arnon)
Die Joyeuse ist ein kleiner Fluss im Zentrum von Frankreich, der im Département Cher der Region Centre-Val de Loire nordwestlich der Stadt Montluçon verläuft.

## Geografie

### Verlauf
Die Joyeuse entspringt im südwestlichen Gemeindegebiet von Préveranges, knapp an der Grenze zum benachbarten Département Creuse der Region Nouvelle-Aquitaine, verläuft generell Richtung Nordost und mündet nach insgesamt rund 16 Kilometern im Gemeindegebiet von Sidiailles im Staubecken der Barrage de Sidiailles als linker Nebenfluss in den Arnon.

### Orte am Fluss
(Reihenfolge in Fließrichtung)
- Le Magnoux, Gemeinde Préveranges
- Malétat, Gemeinde Préveranges
- Le Montet, Gemeinde Préveranges
- Abbaye de Pierres (Kloster Les Pierres), Gemeinde Sidiailles
- Sidiailles